# MaoMagazine
MaoMagazine was een gratis tijdschrift dat in de jaren 2001-2002 verscheen in Vlaanderen en Brussel, genoemd naar Mao Zedong.
Het tijdschrift ontstond als een initiatief van de uitgeverij Concentra, en werd geleid door Danny Ilegems.
Meerdere rubrieken in het tijdschrift werden later voortgezet of overgenomen door andere magazines zoals Deng (genoemd naar Mao's opvolger Deng Xiaoping) en Humo:
- Dichter des Vaderlands - (meestal satirisch) lofdicht op een of andere actuele gebeurtenis, plaats of persoon. Deze rubriek werd voortgezet in Deng. In oktober 2009 kondigde Humo de aanstelling van een 'Humo-dichter' aan.
- Mister O - Tekstloze comic-strip door Lewis Trondheim
- Zaad op mijn huid (Amélie O.)
- Rubriek van Danny Mommens
- De Mao Herald, met Gerald en Gerald, een satirische persiflage op de actualiteit en de sensatiepers, ging in Deng verder als De Deng Herald en werd in licht gewijzigde vorm overgenomen door Humo, eerst wekelijks afwisselend onder de titels Het holst van de leeuw en Het gat van de wereld. Na enkele weken behield de rubriek die laatste titel.

MaoMagazine bood ook heel wat ernstigs, zoals interviews, opiniestukken en onderzoeksjournalistiek. Het blad gebruikte z'n nietsontziende satire en onthullende onderzoeksjournalistiek ook tegen andere spelers op de mediamarkt. Onder meer Woestijnvis, VUM en De Persgroep (toenmalige uitgevers van respectievelijk het weekblad Bonanza, de krant De Standaard en de krant De Morgen) werden het mikpunt van spot én kritische journalistiek, onder meer van de hand van 'insiders' Peter Oostvogels en Paul Goossens. Dat schoot Yves Desmet van De Morgen in het verkeerde keelgat. In een interview noemde hij MaoMagazine "een oppervlakkig blaadje met een betaalde oplage van nul exemplaren".  
De website www.maomagazine.be was een onderdeel van het MaoMagazine-concept. Ze bevatte online versies en aanvullingen van gepubliceerde artikels, filmpjes en de Big Brother-parodie Big Rabbit, waarin een webcam de lotgevallen volgde van enkele konijnen in een hok. 
Toen minder lezers dan verwacht de weg vonden van het gedrukte blad naar de website, de inkomsten uit advertenties tegenvielen en de distributie moeilijk verliep, zegden investeerders en adverteerders in 2002 hun steun aan MaoMagazine op. 